# Wilfredo Prieto
Wilfredo Prieto (Sancti Spíritus, 1978) és un artista conceptual cubà. Va realitzar els seus estudis d'art a l'Institut Superior d'Art (ISA) de l'Havana, graduant-se el 2002. Actualment viu i treballa a cavall entre l'Havana i Nova York.
Reconegut principalment per les seves instal·lacions, objectes i performances, Prieto compta amb una àmplia producció en paper realitzada en paral·lel als seus projectes de majors dimensions. La naturalesa de gairebé tots els seus treballs té a veure amb la capacitat de juxtaposar dues realitats diferents. Prieto confronta el públic amb l'equació «idea neta-obra senzilla-significat màxim» i el repta a escodrinyar pel plus, per l'element invisible d'al·lusió poètica que connota de significat allò que presencia. Un artista d'idees més que un artista crític, els seus gestos mínims d'incidència màxima, generen noves lectures i interpretacions imprevistes que trenquen amb l'estandarditzat i el normatiu.

## Trajectòria
El 2001, va realitzar el treball «Apolítico» que consisteix en banderes nacionals en escala de grisos, despullades dels seus colors. Aquesta obra es va presentar en la Biennal de l'Havana i va ser referida en publicacions internacionals com Flash Art, ArtForum, Art Nexus i Contemporary, i ha estat mostrada internacionalment.
El 2004, va realitzar l'obra «Biblioteca Blanca» a la galeria Nogueras Blanchard de Barcelona. Els més de 6000 llibres de diferents formats i grandàries en blanc pretenien captar l'experiència sensorial de l'espectador i plantejar una reflexió sobre la mancança i el coneixement. Gerardo Mosquera, comissari del New Museum, va qualificar-lo com un «minimalista pervers». Aquesta instal·lació va estar present a la Biennal de Venècia i a la Biennale Cuvée d'Àustria. Actualment es troba instal·lada de forma permanent al Museum of Old and New Art de Hobart.
Per a la Biennal de l'Havana de 2006 va presentar l'obra «Grasa, jabón y plátano», una petita escultura situada al centre d'un gegantesc espai el títol del qual és la descripció precisa dels seus materials en ordre de presentació. Tres elements que al·ludeixen a la caiguda i la relliscada i que en estar apilats un damunt de l'altre contribueixen a la tensió entre la imatge i la possibilitat de la caiguda.
El 2008, Prieto va guanyar el Cartier Award pel seu treball «Líniea Ascendente», una catifa vermella que es convertia en una bandera. L'obra es va exposar a la Frieze Art Fair de Londres l'octubre del mateix any. L'any 2000, va guanyar l'UNESCO Prize for the Promotions. El 2010, va ser seleccionat pel Future Generation Art Prize del Pinchuk Art Center de Kíev.
Entre les seves exposicions individuals destaquen: Kunstverein Braunschweig (Braunschweig), S.M.A.K (Gant), Sala d'Arte Público Siqueiros (Ciutat de Mèxic), HangarBiccoca (Milà), Kunsthalle Lissabon (Lisboa) i Dia Art Foundation (Nova York).

## Col·leccions
- Art Gallery of Ontario
- CA2M, Móstoles[5]
- Centre Pompidou, París
- CIFO, Miami
- Col·lecció Adrastus, Ciutat de Mèxic
- Col·lecció Patricia Phelps de Cisneros, Nova York
- Col·lecció Cal Cego, Barcelona
- Collection Museum of Old and New, Hobart
- Coppel Collection, Ciutat de Mèxic
- Daros Latinamerica Collection, Zuric
- Fonds Régional d'Art Contemporain, Corti
- Fundació/Col·lecció Jumex, Ciutat de Mèxic
- Solomon R. Guggenheim Museum, Nova York
- MUDAM Collection, Luxemburg
- Museu Nacional de Belles Arts, l'Havana
- Peter Norton Family Collection, Califòrnia
- S.M.A.K., Gant
- Verbund Collection, Viena